# حومه السوق
حومه السوق (به عربی: جربة حومة السوق) شهری در استان مدنین کشور تونس است که جمعیت آن در سرشماری سال ۲۰۰۴ میلادی ۶۴٫۹۱۹ نفر بوده‌است.